# Sergey Sviridov
Pour les articles homonymes, voir Sviridov.
Sergey Sviridov (né le 20 octobre 1990 à Sverdlovsk) est un athlète russe, spécialiste du décathlon.

## Biographie
Le 8 mai 2012, il remporte la Coupe de Russie avec 8 365 points à Adler. En juin il confirme en remportant le Championnat russe seniors et espoirs à Tcheboksary avec 8 088 points, devant Vasiliy Kharlamov deuxième avec 8 059 points et Ilya Shkurenev, également 21 ans, 3e avec 8 030 points.
Aux Jeux olympiques de Londres, il termine l'épreuve à la huitième place avec un total de 8 219, en ayant battu trois records personnels sur le 100 mètres, le saut en hauteur et le saut à la perche.

## Palmarès
| Date | Compétition     | Lieu    | Résultat | Marque    |
| ---- | --------------- | ------- | -------- | --------- |
| 2012 | Jeux olympiques | Londres | 8e       | 8 219 pts |
| 2013 | Universiade     | Kazan   | 2e       | 7 939 pts |

## Records
| Épreuve           | Performance   | Lieu        | Date           |
| ----------------- | ------------- | ----------- | -------------- |
| 100 mètres        | 10 s 78       | Londres     | 8 août 2012    |
| Saut en longueur  | 7,60 m        | Tcheboksary | 9 juin 2014    |
| Lancer du poids   | 15,03 m       | Adler       | 7 mai 2012     |
| Saut en hauteur   | 2,01 m        | Kazan       | 8 juillet 2013 |
| 400 mètres        | 48 s 28       | Adler       | 7 mai 2012     |
| 110 mètres haies  | 14 s 75       | Tcheboksary | 10 juin 2014   |
| Lancer du disque  | 49,01 m       | Adler       | 8 mai 2012     |
| Saut à la perche  | 4,70 m        | Toruń       | 6 juillet 2014 |
| Lancer du javelot | 69,38 m       | Moscou      | 11 août 2013   |
| 1 500 mètres      | 4 min 25 s 15 | Adler       | 8 mai 2012     |
| Décathlon         | 8 365 pts     | Adler       | 8 mai 2012     |

| Épreuve          | Performance   | Lieu            | Date                            |
| ---------------- | ------------- | --------------- | ------------------------------- |
| 60 mètres        | 6 s 98        | Belgorod        | 27 février 2012                 |
| Saut en longueur | 7,52 m        | Belgorod        | 27 février 2012                 |
| Lancer du poids  | 14,87 m       | Moscou          | 12 janvier 2013                 |
| Saut en hauteur  | 2,04 m        | Moscou          | 12 janvier 2013                 |
| 60 mètres haies  | 8 s 26        | Moscou          | 13 janvier 2013                 |
| Saut à la perche | 4,50 m        | Belgorod Moscou | 28 février 2012 13 janvier 2013 |
| 1 000 mètres     | 2 min 43 s 52 | Belgorod        | 28 février 2012                 |
| Heptathlon       | 5 855 pts     | Belgorod        | 28 février 2012                 |